# Friedrich Wilhelm Kalau von dem Hofe
Friedrich Wilhelm Kalau von dem Hofe (* 27. März 1810 in Königsberg i. Pr.; † 24. Oktober 1874 in Ohra bei Danzig) war ein deutscher Gutsherr und Abgeordneter.

## Leben
Friedrich von dem Hofes Eltern waren der Kaufmann Johann Heinrich Kalau vom Hofe (* 8. Oktober 1754; † 18. November 1827) und dessen Ehefrau Charlotte van Dycke (* 15. Juli 1775; † 13. Juni 1824).
Friedrich Wilhelm Kalau von dem Hofe erhielt seine erste wissenschaftliche Bildung auf der Burgschule in Königsbgerg. Anschließend
studierte an der Albertus-Universität Königsberg, zunächst Jura und später Geschichte und Philosophie. Am 14. Juni 1830 gehörte er neben Orlando Gortzitza, Friedrich Bergenroth, Ludwig Schadebrodt und Julius Czwalina zu den 12 Stiftern des Corps Masovia. Er lebte danach einige Jahre im Ausland, betätigte sich danach literarisch und schrieb mehrere wissenschaftliche Abhandlungen. Er promovierte am 4. Oktober 1844 unter Ferdinand Burbach zum Dr. phil. 1849 ließ er sich auf seiner Besitzung Ohra bei Danzig nieder. Im selben Jahr heiratete er Malwine Riedel (* 4. Mai 1829; † 11. September 1859), Tochter des Fabrikanten Riedel aus Wischwill. Die Ehe war kinderlos. Hier beschäftigte sich Kalau zunächst mit Wissenschaft und später mit Politik. Bereits im Jahr 1850 wurde er als Vertreter der Deutschen Fortschrittspartei vom Danziger Landkreis zum Landtagsabgeordneten gewählt. Er war Erbschulzereibesitzer in Ohra und vertrat von 1862 bis 1867 den Wahlkreis Danzig 2 im Preußischen Abgeordnetenhaus. Später wohnte er in Berlin. Er starb als Rentner mit 64 Jahren.